# Olga Knudsen
Olga Knudsen, född 29 juni 1865 i Følle, Rønde kommun, död 26 september 1947 i Vejle, var en dansk kvinnorättskämpe och politiker (Venstre). Hon var en av de första kvinnorna i Danmark som blev vald till såväl kommunala uppdrag som till den danska riksdagens överhus, Landstinget. Hon var även en markant profil inom den kvinnliga rösträttsrörelsen, inom kyrkan och inom nykterhetsrörelsen och hon engagerade sig i många sociala frågor.

## Tidiga år
Olga Knudsen växte upp i det lilla samhället Følle i den jylländska landsdelen Syddjurs. Hennes far, Jens Elsbert Knudsen, drev en större affärsverksamhet på orten. Hennes mor, Julie Vilhelmine Rønberg, dog när Olga Knudsen var 23 år gammal och hon kom därmed att ta sig an moderns uppgifter i hemmet. Hennes bröder var Ivar Knudsen, mannen bakom världens första dieseldrivna skepp och direktör för Burmeister & Wain, och arméläkaren Morten Knudsen vars hustru, sjuksköterskan Thora Knudsen, kom att introducera Olga Knudsen för kvinnofrågorna. En tid efter moderns död flyttade Knudsen tillsammans med sin far till Vejle och hon studerade teckning vid Teknisk Skole i Vejle. Hon kom att sköta hushållet fram till faderns död 1901, och året därpå började hon arbeta som lärarinna i geografi och teckning vid Vejle Døtreskole. Skolan var hennes arbetsplats fram till 1930.
Parallellt med sitt arbete lät Knudsen grunda Vejle Kvindeforening (VK) 1905, vilket var en av de första föreningarna i provinsen som arbetade för kvinnlig rösträtt. VK upprättades som en avdelning av Politisk Kvindeforening i Köpenhamn och fick snabbt över hundra medlemmar. Genom sitt arbete i VK kom Knudsen i kontakt med kvinnorättskämpen och politikern Elna Munch (Det Radikale Venstre), som grundade paraplyorganisationen Landsforbundet for Kvinders Valgret (LKV) 1907. Knudsen blev själv styrelseledamot i LKV:s styrelse och lät ansluta VK till den nya landstäckande organisationen. Efter att LKV lades ned 1915, då man hade uppnått sitt mål om allmän och lika rösträtt, fortsatte Knudsen som styrelseledamot i Dansk Landsforbund for Kvinders Valgret som inriktade sig på att verka för kvinnlig rösträtt i andra länder. Parallellt med arbetet i rösträttsrörelsen var Knudsen även en aktiv medlem av nykterhetsförbundet Det Hvide Baand.

## Politisk karriär
I Danmark fick kvinnorna rösträtt och rätt att kandidera vid landets kommunala val 1908. Olga Knudsen var en av de kvinnor som utnyttjade den nyvunna rättigheten och ställde upp vid valet till Vejle kommuns hjælpekasse, och blev invald. En hjælpekasse var en kommunal institution i Danmark under 1900-talets första hälft, vilken erbjöd ekonomisk hjälp till personer som hamnat i särskilda svårigheter. Hon behöll denna post fram till 1917 och var där en förespråkare för en bättre hjälp till änkor, medan alkoholiserade män enligt henne inte borde höra till dem som var berättigade ekonomiskt stöd. 1909 ställdes hon upp som kandidat på en medborgarlista vid de kommunala valen och blev invald till Vejles byråd. Här kom hon bland annat att ta plats i den nämnd som behandlade fattigdomsfrågor och hon var medlem av byrådet fram till 1921. Under samma period var hon ordförande för Venstres lokala partiförening (1918–1929), engagerad inom det kyrkliga och var invald i kyrkorådet för Frelsers socken i Vejle 1917–1926. 
År 1918, vid det första riksdagsvalet som var tillgänglig för kvinnor, ställdes Knudsen upp som partiets kandidat till Rigsdagens båda kamrar. Hon blev invald till Landstinget samma år och blev där den första kvinnan någonsin som tog ordet då hon förklarade sig oenig med partikamraten Oluf Krag under ett tal om lärare och lärarinnors pensionering. För henne var tidpunkten för pensionering ett individuellt beslut och inte något som bestämdes utifrån kön. Socialdemokraten Nina Bang gjorde senare anspråk på att vara den första kvinnan som höll tal i Landstinget, vilket dock inte var sant. Knudsen gjorde sig även hörd i debatten om lagen om gifta makars arvsrätt (1925–1926), där hon tog avstånd från förordningen om att änkor skulle ha en särskild förmyndare om de inte ville byta bostad efter makens död. Hon var även motståndare till 1922 års bestämmelse om att kvinnor inte kunde vara förmyndare över sina barn, vilket hon ansåg vara en omyndigförklaring av kvinnan. I det dagliga politiska arbetet innehade hon bland annat ordförandeskapet inom de sociala, hälsopolitiska och kommunalpolitiska områdena, däribland vid behandlingen av sjukkasselagen respektive statsstödet till behandling av tuberkulösa patienter. Hennes bakgrund inom nykterhetsrörelsen kom att göra sig bemärkt då hon vid behandlingen av 1919 års utskänkningslag förespråkade en stramare reglering, då hon ansåg att den utbredda alkoholismen var en av orsakerna till många allvarliga sociala problem. Knudsen kom även att göra sig hörd i flera konkreta frågor, däribland i ett gemensamt kvinnligt angrepp mot en klädfirma som sålde kläder som ”nedvärderade det kvinnliga könet” samt i en uppmaning till det danska folket att bidra till att krigsfångar i Sibirien och Turkestan kunde återvända till sina respektive hemländer.
Knudsen blev inte återvald till Landstinget 1928. Hon återvände till Vejle efter att ha avslutat sin rikspolitiska karriär och intog därmed flera olika styrelseuppdrag, bland annat som styrelseordförande för barnhemmet Mølholm.